# 13e régiment de cavalerie du Missouri
Le 13e régiment de cavalerie du Missouri était une unité de cavalerie qui servait dans l'armée des États confédérés pendant la guerre de Sécession. Début avril 1863, le capitaine (en) Robert C. Wood, aide de camp du major général confédéré Sterling Price, fut détaché pour former une unité d'artillerie à partir de certains des hommes de l'escorte de Price. Wood a continué à recruter pour l'unité, qui était armée de quatre canons Williams (en), et comptait 275 hommes à la fin du mois de septembre. Le mois suivant, l'unité combattit lors de la bataille de Pine Bluff, repoussant les troupes de l'armée de l'Union dans une position défensive barricadée, d'où les soldats de l'Union ne purent être délogées. En novembre, l'unité, connue sous de Wood's Missouri Cavalry Battalion, comptait 400 hommes mais ne disposait plus de canons Williams. En avril 1864, le bataillon de Wood, également connu sous le nom de 14e bataillon de cavalerie du Missouri, joua un rôle mineur dans la défaite du groupe de nourriture de l'Union de la bataille de Poison Spring, avant de passer l'été 1864 à Princeton (en), en Arkansas. En septembre, l'unité rejoint le raid de Price dans le Missouri, mais leur assaut lors de la bataille de fort Davidson ne parvient pas à capturer Fort Davidson (en).
Le bataillon de Wood a combattu à la bataille de Little Blue River le 21 octobre après avoir participé à d'autres combats et mené des opérations contre les chemins de fer. Deux jours plus tard, l'armée de Price fut vaincue à la bataille de Westport et commença à battre en retraite à travers le Kansas. Pendant la retraite, le 25 octobre, le bataille de Wood faisait partie de la ligne confédérée lorsqu'il fut brisé à la bataille de Mine Creek. Au cours de cette, l'unité a subi 72 pertes, dont 50 prisonniers de guerre et le reste tués et blessés. Il accompagna ensuite l'armée de Price jusqu'à Laynesport en Arkansas, via le Territoire indien et le Texas. À une date inconnue, il fut élargi au rang du régiment et rebaptisé 13e régiment de cavalerie du Missouri. Après le raid de Price, l'unité a passé le reste de la guerre à servir d'avant-poste en Arkansas. Le commandant confédéré du département du trans-Mississippi se rendit le 2 juin 1865 et les hommes du 13e régiment furent libérés sur parole six jours plus tard. Environ 670 hommes ont servi dans l'unité au cours de son existence, dont au moins 67 sont morts pendant cette période.